# Karl Peter Röhl

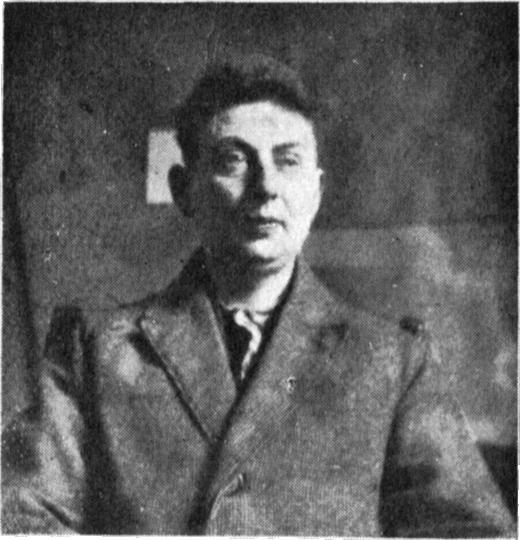
Karl Peter Röhl, in De Stijl, 1927

Karl Peter Röhl (* 12. September 1890 in Kiel; † 25. November 1975 in Kiel) war ein deutscher Maler und Grafiker.

## Leben und Werk
Karl Peter Röhl begann nach der Schule im Jahr 1906 eine Malerlehre in Kiel, die er 1909 mit der Gesellenprüfung abschloss. Von 1908 bis 1910 lernte er an der Städtischen Handwerker- und Kunstgewerbeschule in Kiel.
1910/11 verließ Röhl seine Heimatstadt, um an der Unterrichtsanstalt des Kunstgewerbemuseums Berlin bei Emil Rudolf Weiß und Adolf Strübe zu studieren. Es folgte 1912 bis 1914 das Kunststudium bei Walther Klemm und Albin Egger-Lienz in der Großherzoglich-Sächsischen Kunstschule Weimar. 1914 wurde ihm die Organisation einer Ausstellung von Johannes Molzahn angetragen. Im selben Jahr wurde er zum Militär eingezogen und nahm bis 1918 am Ersten Weltkrieg teil.

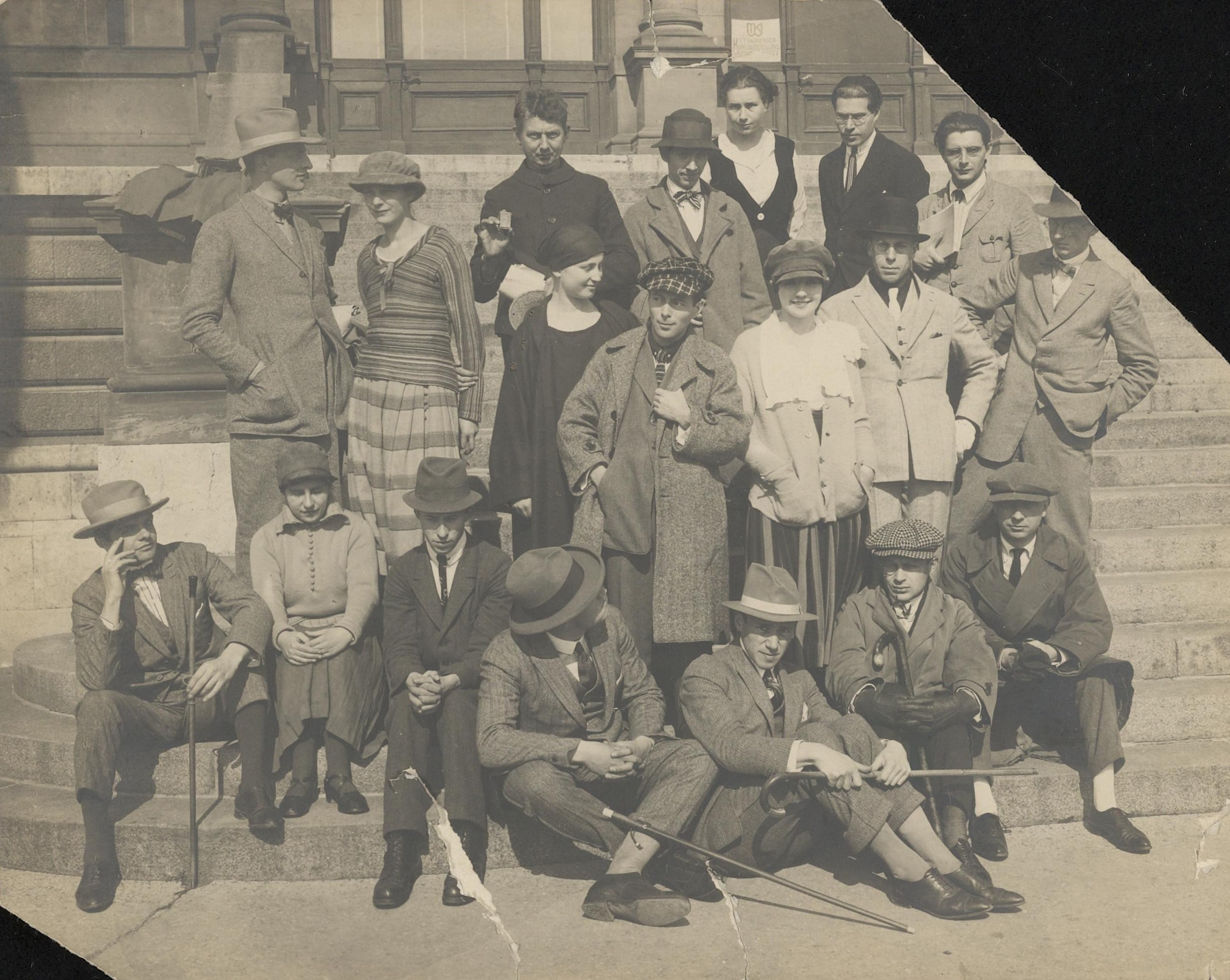
Peter Röhl (oben, 3. v. l.) als Teilnehmer des Kongresses der Konstruktivisten und Dadaisten in Weimar, 25. September 1922

Röhl kehrte nach Kiel zurück und organisierte 1919 zusammen mit Werner Lange und Friedrich Peter Drömmer die Ausstellung „Sonderausstellung der Expressionistischen Arbeitsgemeinschaft Kiel“ (Kieler Revolutionsexpressionisten).
Wieder in Weimar, studierte Röhl von April 1919 bis Frühjahr 1921 am Bauhaus und bekam ein eigenes Atelier, zunächst besuchte er den Vorkurs bei Johannes Itten. Ende 1919 oder im April 1920 heiratete er seine Kommilitonin Alexandra Röhl, die er sogleich wegen ihrer „Pflichten im Haushalt“ vom Bauhaus abmeldete. 1920 wurde der gemeinsame Sohn Tülö (1920–1943) geboren. 1925 trennte sich das Paar. Noch im selben Jahr heiratete Röhl seine zweite Ehefrau, Käthe Möbius, mit der er die Tochter Marinaua bekam.
Das erste Bauhaus-Signet „Sternenmännchen“ war sein Entwurf. 1920 stellte er in der Kunsthalle zu Kiel zusammen mit Drömmer und Lange sowie in München aus. Röhl begegnete 1921 Theo van Doesburg. Dessen De-Stijl-Kurs fand 1922 in Röhls Weimarer Atelier statt. Zusammen mit seiner Frau sowie unter anderem Sophie Taeuber, Hans Arp, Lotte und Max Burchartz, Nelly und Theo van Doesburg, Cornelis van Eesteren, Werner Graeff, Hans Richter, Kurt Schwitters und Tristan Tzara nahm Röhl im selben Jahr am Weimarer Kongress der Konstruktivisten und Dadaisten teil.

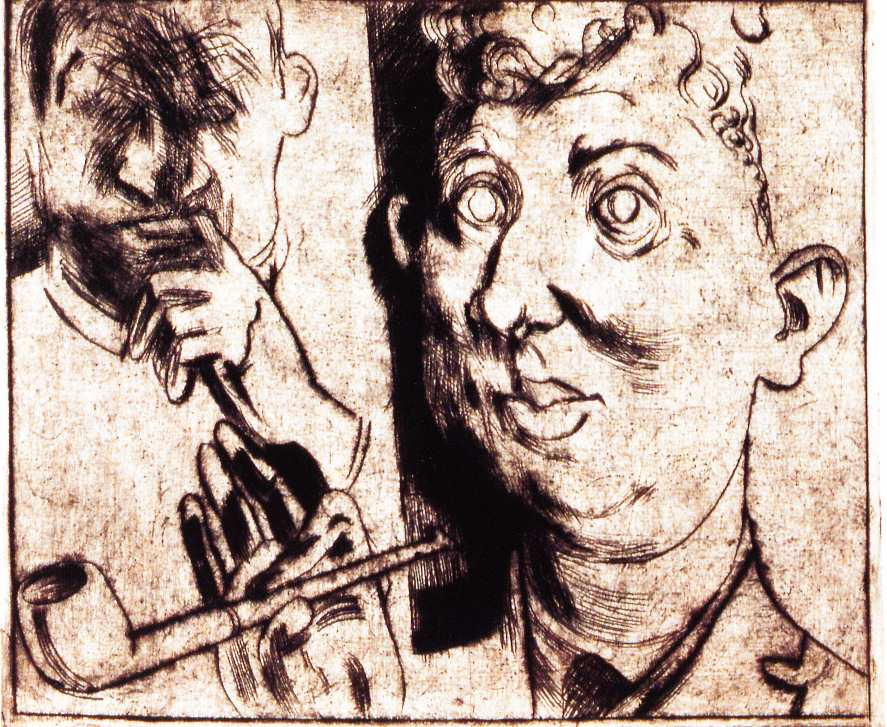
Johannes Driesch: Karl Peter Röhl und ich, 1929. Röhl ist rechts dargestellt.

Von 1922 bis 1926 war Röhl Walther Klemms Meisterschüler an der neu gegründeten Staatlichen Hochschule für Bildende Kunst. 1923 nahm er an der Konstruktivisten-Ausstellung von Willi Baumeister, Erich Bucholz und Walter Dexel in Jena teil. Im darauffolgenden Jahr stellte er mit El Lissitzky, Theo van Doesburg, Viking Eggeling und Hans Richter in Berlin aus. 1926 nahm Röhl eine Stelle als Dozent an der Städelschule in Frankfurt am Main an, wo er die Vorklasse leitete.
Zum 1. Mai 1933 trat Röhl in die NSDAP ein (Mitgliedsnummer 2.370.894). Das hinderte die Nationalsozialisten nicht daran, ab 1937 über vierzig grafische Werke von ihm als „entartet“ aus Museen und öffentlichen Sammlungen zu beschlagnahmen und zu zerstören. 1942 wurde Röhl aus dem Lehrdienst entlassen und als Soldat an die Front geschickt. Aus der Kriegsgefangenschaft kehrte er 1946 nach Kiel zurück. Er arbeitete dort bis zu seinem Tod als freischaffender Künstler. Für die Feierhalle des Nordfriedhofs und für das Krematorium Eichhof schuf er 1950/51 zwei Glasfensterensembles. Von 1952 bis 1955 lehrte er an der Goetheschule in Kiel. Mit Rudolph Behrend, Hans Rickers und Werner Lange gründete er 1952 die Künstlervereinigung „Neue Gruppe“.
Karl Peter Röhl starb am 25. November 1975 in Kiel. 1997 gründete seine Tochter Marinaua die Karl-Peter-Röhl-Stiftung in Weimar, die 150 Gemälde und über 5.000 grafische Werke des Künstlers sowie Schriften und Dokumente umfasst.

## Auszeichnung
- 1968: Kunstpreis des Landes Schleswig-Holstein[2]

## Ausstellungen (Auswahl)
- 1920: Galerie Goltz, München
- 1932: „Karl Peter Röhl“, Ölgemälde und Aquarelle, Erfurter Kunstverein
- 1965: „Karl Peter Röhl“, Gemälde, Aquarelle, Zeichnungen, Graphik, Landesmuseum für Kunst und Kulturgeschichte, Schloss Gottorf
- 1975: „Karl Peter Röhl“, Galerie Gmurzynska, Zug, Schweiz[13]
- 1999: „Expressionismus in Thüringen“, Galerie am Fischmarkt und Angermuseum, Erfurt
- 2002: „Karl Peter Röhl. Von der kosmischen Vision zur Ästhetik der Technik“, Bauhaus-Universität, Weimar
- 2002: „Konstruktionen“ Gemälde 1920–1937, Galerie Berinson, Berlin
- 2004: „Feininger und Klee ziehen um“, Bauhaus-Museum, Weimar
- 2004: „Karl Peter Röhl, Aufbruch 1947–1952“, Musterhaus am Horn, Freundeskreis der Bauhaus-Universität Weimar
- 2022: „Karl Peter Röhl – Facetten eines Bauhauskünstlers in Kiel“, Künstlermuseum Heikendorf[14][15]